# 千桂永
千 桂永（チョン・ゲヨン、CHON Kye Young、천계영、1970年12月10日‐）は、大韓民国の漫画家。

## 経歴
韓国の梨花女子大学校（イファじょしだいがっこう、Ewha Womans University）法学部出身。
1996年、韓国の漫画雑誌『ウィンク（Wink)』の新人漫漫画公募展にて「タレント」で大賞を受賞しデビュー。
1997年に発表した音楽漫画「オーディション」は爆発的な人気を得て、単行本100万部が売れるなど、韓国の少女漫画の販売部数1位を記録した。
2014年、3次元コンピューターグラフィックスソフトウェアの「Cinema4D」を使って「恋するアプリ」を描くことに挑戦した。
2018年5月、指の関節炎で漫画を描くことが難しくなり、「恋するアプリ」を長期休載した。
2020年2月、手で漫画を描くことはできなくなったが、MacOSの「音声コントロールを使って、「恋するアプリ」のシーズン8の連載を再開している。

## 漫画作品
| 作品名                                | 連載期間     | 特徴                                       |
| ------------------------------------- | ------------ | ------------------------------------------ |
| Come Back Home、Talent                | 1997年       | デビュー作                                 |
| アンプラグドボイ 언플러그드 보이      | 1996～1997年 |                                            |
| オーディション 오디션                 | 1997～2001年 | 1997年韓国漫画大賞（오늘의우리만화상）受賞 |
| DVD                                   | 2003～2005年 |                                            |
| ヒールを履いた小女 하이힐을 신은 소녀 | 2007～2010年 |                                            |
| きれいな男 예쁜 남자                  | 2009～2011年 | チャン・グンソク主演ドラマ化               |
| DVD2                                  | 2010年       |                                            |
| ドレスコード 드레스 코드              | 2011年～？   |                                            |
| 恋するアプリ 좋아하면 울리는          | 2014～現在   | Netflixドラマ化                            |